# Dollaro mongolo
Il dollaro è stata la valuta della Mongolia tra il 1921 e il 1925.
Fino al 1921, la Mongolia aveva utilizzato monete russe, cinesi, il dollaro messicano, buoni di società commerciali cinesi e sostituti del denaro come: mattoni di tè, lingotti d'argento, seta (hadaki) e altro. Di grande importanza ero lo scambio commerciale.
Buoni del tesoro al 6% vennero messi in circolazione nell'aprile 1921, dal Ministero delle finanze della repubblica mongola, sotto il barone Ungern von Sternberg. I tagli erano da 10, 20, 50 e 100 dollari. La valuta doveva sostituire lo yuan cinese alla pari ma, secondo i viaggiatori europei dell'epoca, era senza valore. Ulteriori banconote furono stampate nel 1924, in tagli da 50 centesimi, 1, 3, 5, 10 e 25 dollari, ma non furono messe in circolazione. Il dollaro, insieme con le altre valute in circolazione, fu rimpiazzato dal tugrik nel 1925.
Sulle banconote erano raffigurati animali che ne rappresentavano il valore:
- 10 dollari erano rappresentati da una pecora
- 20 dollari erano rappresentati da una bufala
- 50 dollari erano rappresentati da un cavallo
- 100 dollari erano rappresentati da un cammello

Le banconote erano stampate a Urga.